# La Bolle
Pour l’article ayant un titre homophone, voir La Baule.
La Bolle est un quartier-village rural situé au Sud-Ouest de la commune de Saint-Dié-des-Vosges (canton de Saint-Dié-des-Vosges-Ouest), entre Les Tiges et Les Moîtresses. Il est regroupé avec ceux-ci par l'INSEE pour constituer l'« îlot » Les Moîtresses - Les 3 Scieries - Les Tiges.

## Géographie
La Bolle est constituée d'un hameau construit essentiellement autour de la route départementale 420 (Rue d'Épinal) sur une longueur d'environ 1 500 m et dans les rues adjacentes (Chemin du Réservoir, Chemin de Grandrupt) ou parallèles (Chemin du Bihay).
La localité est arrosée par le Taintroué, affluent de la Meurthe.

## Histoire
Le massif de La Madeleine accueillait au Moyen Âge une léproserie. La Bolle serait étymologiquement une borne fatale à franchir pour les malades de la communauté forestière.
Durant la Première Guerre mondiale, le 10 septembre 1914, les Allemands incendient une partie de La Bolle,.

## Patrimoine

### Monuments

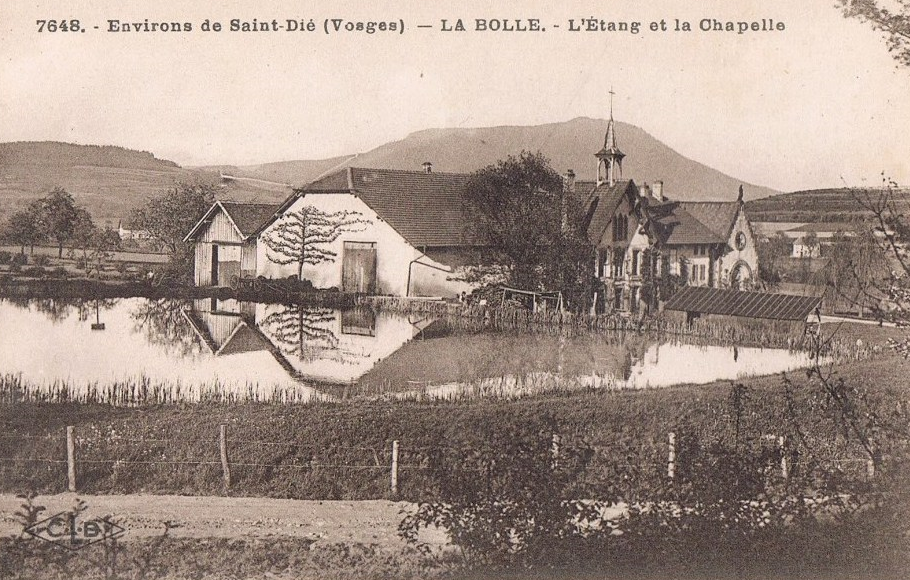
Vue de l'étang et de la chapelle du Bihay.

Le calvaire du Bihay a été érigé en 1661 sous Louis XIV. Il a été détruit par un camion de livraison de matériaux de construction en 1980 et est actuellement entreposé au centre technique municipal de Saint-Dié en attendant sa restauration.
Une chapelle dédiée à la Vierge Marie en ex-voto à la suite d'une guérison a été édifiée au XVIIIe siècle au bord de l'étang du Bihay, mais faute d'entretien elle s'est fortement dégradée et est sur une propriété non accessible au public.
La chapelle de la Madeleine de La Bolle, rue d'Épinal.

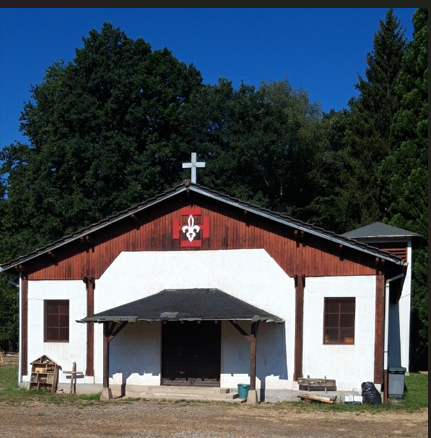
Chapelle de la Madeleine de La Bolle.

### Curiosités
La glacière du Bihay a été construite dans le dernier quart du XIXe siècle pour entreposer la glace extraite de l'étang du même nom par les pensionnaires de l'orphelinat agricole tenu par des religieux. Elle est remarquable par sa construction voûtée.

## Population et société

### Démographie et habitat

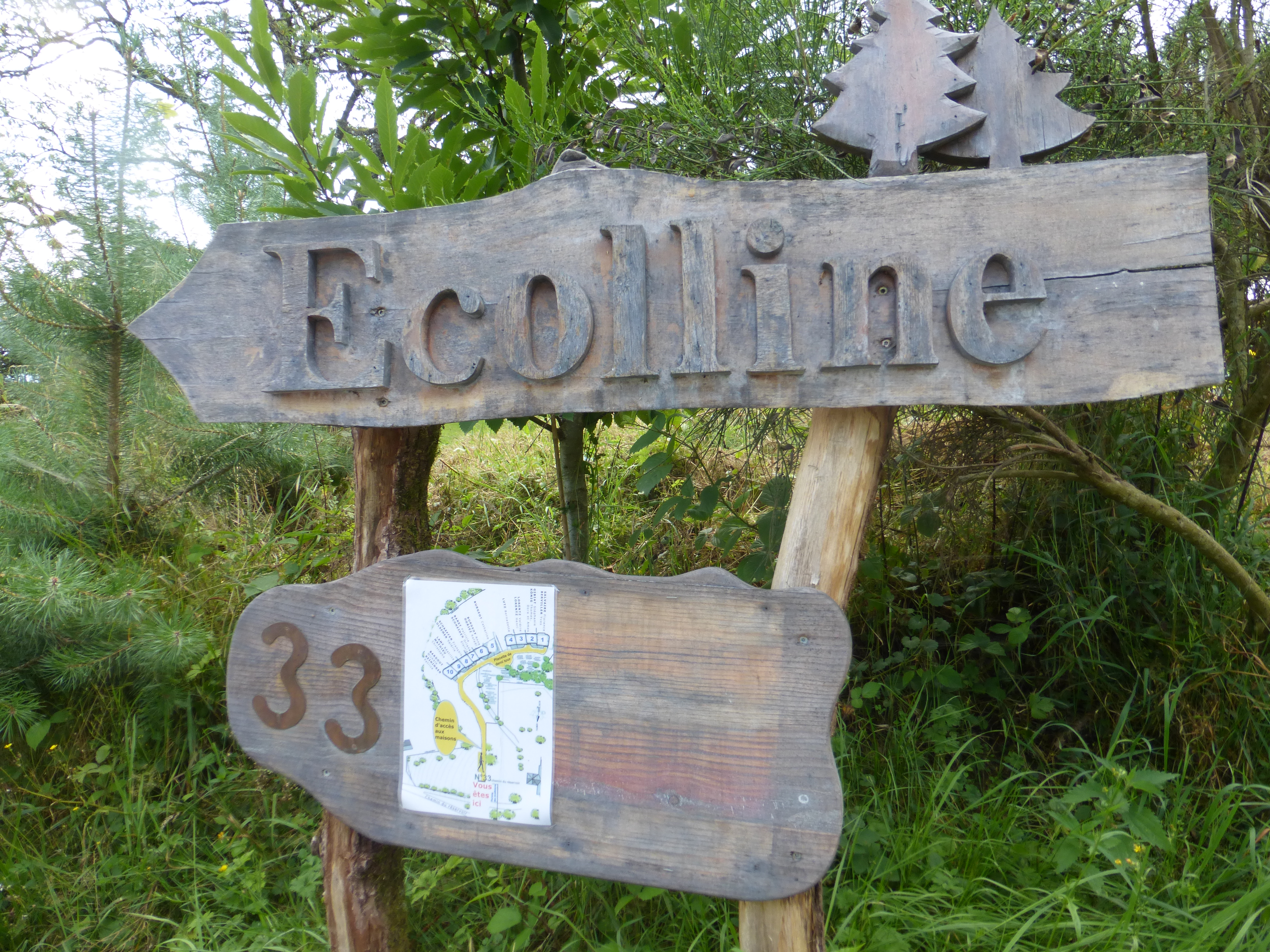
Entrée du lotissement écogéré Écolline.

À côté de la forte diminution de la population active agricole, La Bolle accueille différents types d'habitat nouveau, notamment le projet participatif autogéré lancé en 2008 « Écolline » d'habitat groupé pour une dizaine de familles, composé de maisons bioclimatiques basse consommation.
Des lotissements traditionnels de maisons familiales ont été développés comme celui de la Goutte Morelle, rue des Écureuils, tandis que de nombreux bâtiments agricoles ont été transformés.

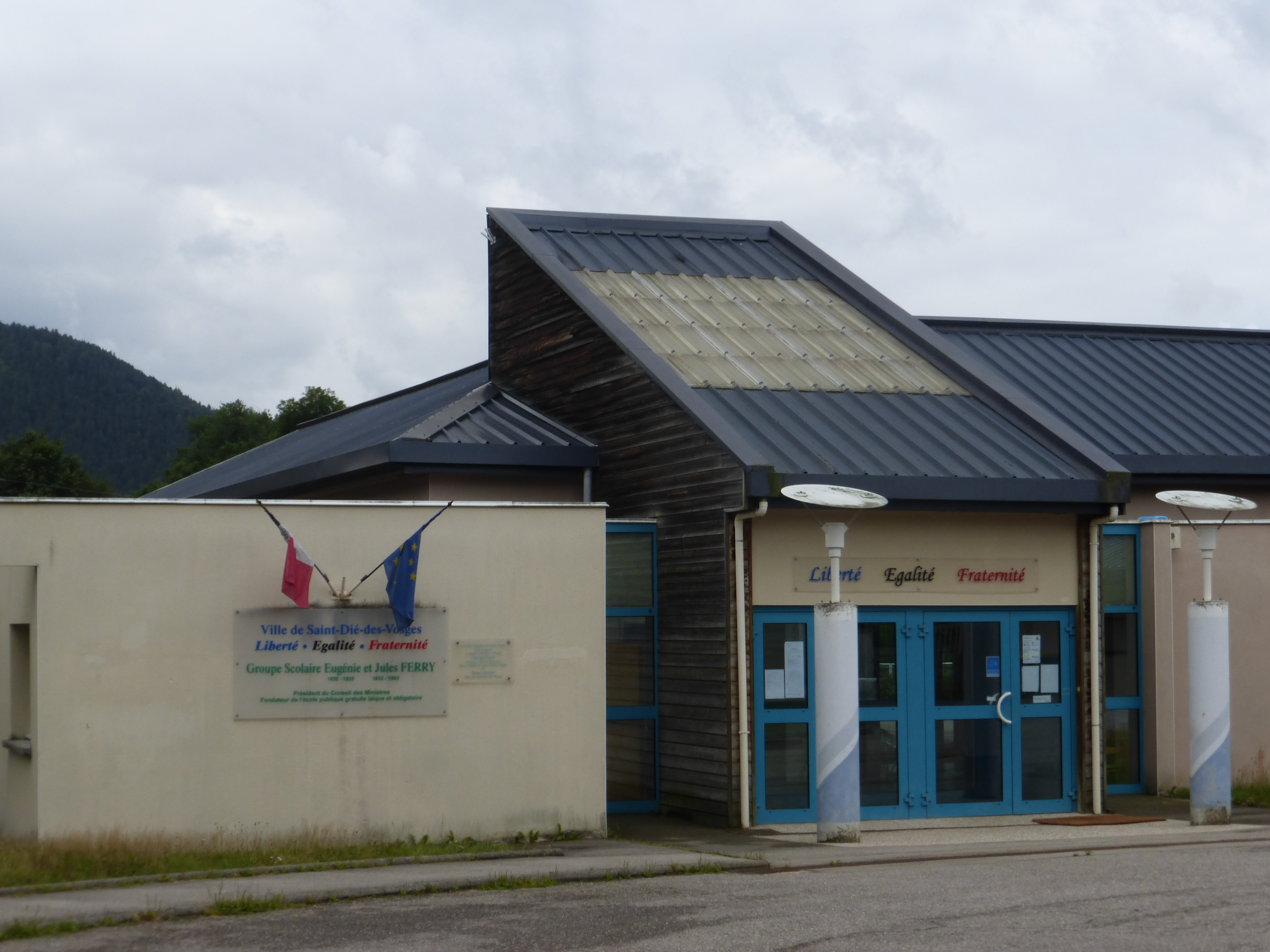
Entrée du groupe scolaire Eugénie-et-Jules-Ferry.

### Enseignement
L’école primaire (maternelle et élémentaire) Eugénie-et-Jules-Ferry scolarise les enfants de La Bolle. Elle compte environ 120 élèves : 2 classes de maternelle et 3 classes élémentaires.

### Maison de quartier
La maison de quartier de La Bolle se trouve au 18 Chemin de Grandrupt, à côté de l'école.

## Tourisme

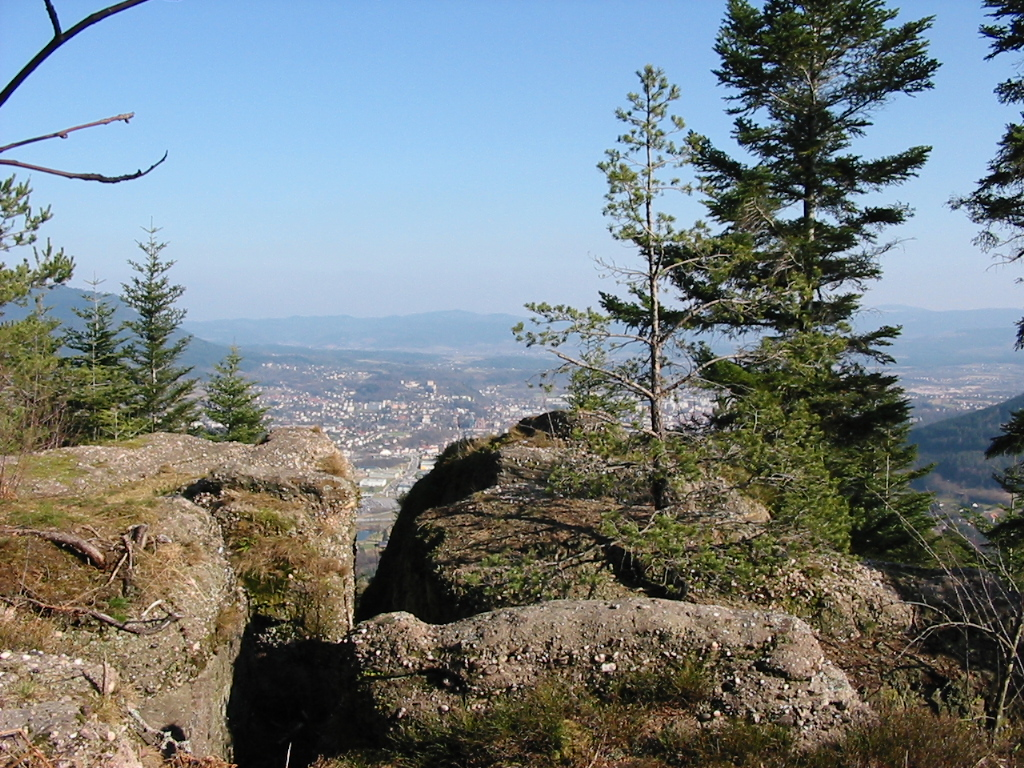
Les roches du Bihay (586 m).

Une « Maison familiale », aujourd'hui relais-centre de vacances, affiliée à Cap France a été créée en 1958. Implanté à la lisière de la forêt, le centre propose notamment des activités liées à la pratiques du VTT : elle constitue depuis 2005 une base VTT de randonnée de la Fédération française de cyclotourisme. De nombreux itinéraires sont balisés par l'Union cyclotouriste vosgienne selon les normes de la FFCT à laquelle elle est affiliée. Elle a une capacité de 240 lits et dispose en 2016 de plus de 50 chambres de type hôtelier et de 34 gîtes-chalets des Vosges de 2 à 4 personnes.
Un hébergement très original est proposé depuis l'été 2013 sous le nom de Cabanes du chêne rouvre : il s'agit de deux cabanes, « Parthénope » et « Gaïa », construites de mélèze, de douglas, de cèdre de Californie et de châtaignier dans un chêne, à côté de la ferme du « Poil de chien ».

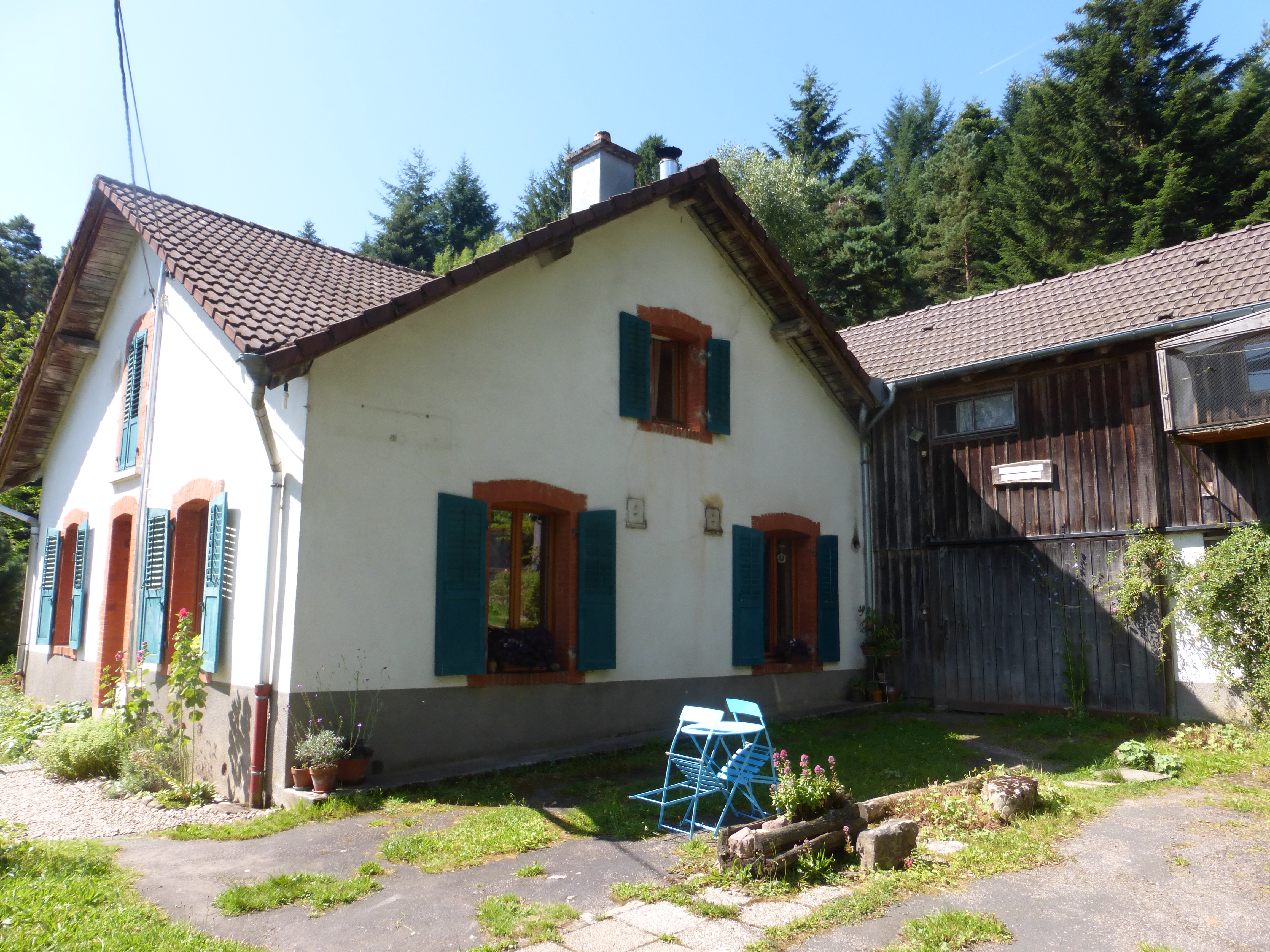
La maison forestière.

Une maison forestière de l'Office national des forêts est installée à La Bolle, en orée du massif forestier de La Madeleine. Elle est désormais désaffectée et mise en location.

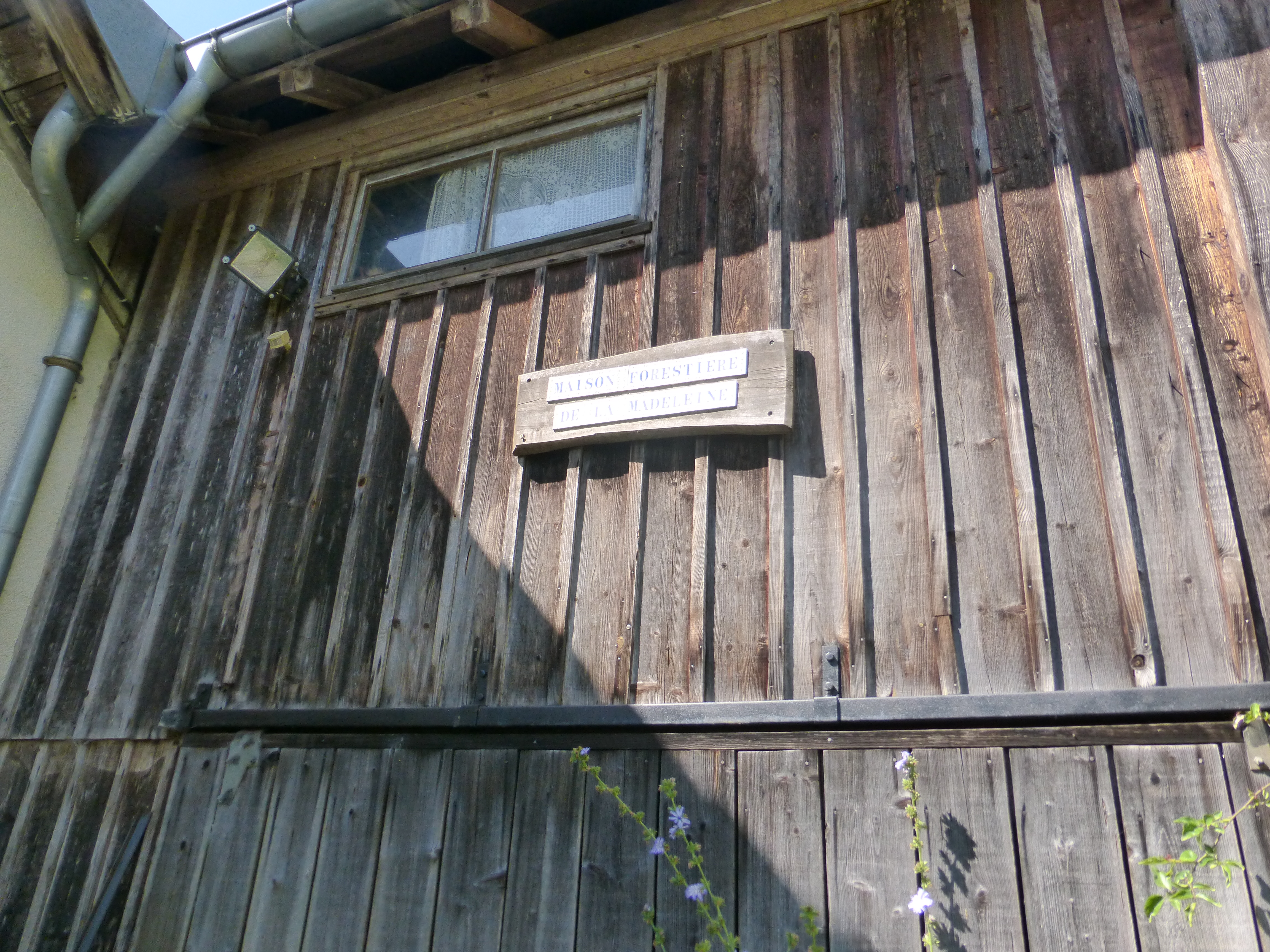
La plaque apposée sur la maison forestière de La Bolle.

Le village est un point de départ direct de plusieurs randonnées pédestres d'une part dans le massif de la Madeleine, notamment vers la Chaise du Roi, la Tête de la Biche, les Roches du Bihay, la Fontaine de la Solitude et le Haut Jacques, d'autre part dans  le massif du Kemberg, par exemple vers les roches Saint-Martin. D'autres massifs sont à proximité, comme l'Ormont, au nord de la ville de Saint-Dié-des-Vosges. Le Club vosgien assure le balisage des chemins et sentiers pédestres. L'itinéraire du GR de Pays de la Déodatie, créé avec le soutien de la Fédération française de la randonnée pédestre, emprunte une partie de ces chemins, notamment le GR 533, dont un diverticule traverse le village jusqu'à l'Hôtel Club - Cap France.